# Song to the Siren (Tim Buckley)
Song to the Siren è un brano musicale scritto da Tim Buckley e Larry Beckett, nel 1967.

## Il brano
La prima versione cantata da Buckley su album è apparsa solo tre anni dopo in Starsailor. Altre versioni di Buckley appaiono anche nella raccolta Morning Glory: The Tim Buckley Anthology, che presenta una versione registrata dal vivo nel 1968, e in Works in Progress con una diversa incisione in studio. La prima versione pubblicata della canzone appare nell'album Departure del 1969 di Pat Boone.

## Reinterpretazioni
Varie versioni del brano sono state incise da altri artisti; probabilmente le versioni più note sono quella dei 
This Mortal Coil e quella di Brendan Perry, apparse dapprima in singolo, poi inserita nel 1983 sull'album It'll End in Tears.